# Ehemalige Steinbrüche im Gewann Steigwiesen
Das Gebiet Ehemalige Steinbrüche im Gewann Steigwiesen ist ein flächenhaftes Naturdenkmal auf dem Gebiet der Gemeinde Altenriet im Landkreis Esslingen in Baden-Württemberg.

## Kenndaten
Das Naturdenkmal wurde mit Verordnung vom 20. Februar 1995 unter dem Namen Ehemalige Steinbrüche im Gewann Steigwiesen ausgewiesen.
Das Objekt ist beim Landesamt für Geologie, Rohstoffe und Bergbau als Geotop mit dem Namen „Ehem. Steinbrüche im Gewann Steigwiesen“ und der Nr. 13650/960 registriert.

## Lage und Beschreibung
Das Naturdenkmal liegt südöstlich von Altenriet. Es handelt sich um einen aufgelassenen Stubensandsteinbruch.
Der Bach Köchinbrunnen durchquert auf seinem Weg zum Neckar das Schutzgebiet.
Im Naturdenkmal liegt das Biotop Feldgehölz und Hohlweg im Gewann Gründle südlich Altenriet mit der Biotopnummer 174211166473 aus der Offenland-Biotopkartierung Baden-Württemberg
sowie das Biotop Neckarhang N Neckartenzlingen mit der Biotopnummer 274211164134 aus der Waldbiotopkartierung Baden-Württemberg.

## Flora und Fauna
Laut Biotopkartierung kommen die folgenden Arten im Gebiet vor:
Feldahorn, Berg-Ahorn, Gewöhnliche Rosskastanie, Knoblauchsrauke, Hänge-Birke, Nesselblättrige Glockenblume, Wald-Segge, Großes Hexenkraut,
Roter Hartriegel, Gemeine Hasel, Eingriffeliger Weißdorn, Echter Seidelbast, Rotbuche, Gemeine Esche, Gewöhnliche Goldnessel,
Kletten-Labkraut, Ruprechtskraut, Echte Nelkenwurz, Echter Hopfen, Rote Heckenkirsche, Gemeine Fichte, Waldkiefer, Vielblütige Weißwurz,
Vogelkirsche, Schlehdorn, Gelber Lerchensporn, Stieleiche, Stachelbeere, Hundsrose, Kratzbeere, Sal-Weide,
Jakobs-Greiskraut, Wald-Ziest, Große Brennnessel, Erdkröte, Bergmolch, Feuersalamander, Gemeiner Odermennig, Bärlauch, Wald-Zwenke,
Rundblättrige Glockenblume, Finger-Segge, Igel-Segge, Gemeine Hainbuche, Chrysanthemen, Gewöhnliche Waldrebe, Herbstzeitlose, Wilde Möhre,
Echter Wurmfarn, Riesen-Schachtelhalm, Gewöhnlicher Spindelstrauch, Scharbockskraut, Gemeiner Efeu, Echte Walnuss, Gewöhnlicher Liguster,
Kulturapfel, Oregano, Waldkiefer, Espe, Gewöhnliche Traubenkirsche, Kultur-Birne, Johannisbeeren, Gewöhnliche Robinie, Hundsrosen,
Brombeeren, Schwarzer Holunder, Eiben, Winterlinde, Wiesenklee, Bergulme, Gewöhnlicher Schneeball, Blindschleiche, Schlingnatter,
Hohltaube, Wendehals, Neuntöter, Dorngrasmücke.